# Lucas Mineiro
Lucas da Silva Izidoro, auch einfach nur Lucas Mineiro (* 24. Februar 1996 in Belo Horizonte), ist ein brasilianischer Fußballspieler, der zurzeit als Leihspieler von Sporting Braga beim brasilianischen Verein Cuiabá EC unter Vertrag steht.

## Karriere
Lucas Mineiro erlernte das Fußballspielen in den Mannschaften von Villa Nova AC und Chapecoense. Seinen ersten Profivertrag unterschrieb er bei Chapecoense. Von hieraus wurde er mehrfach ausgeliehen. Von März 2018 bis November 2018 und September 2019 bis Dezember 2019 wurde er an den AA Ponte Preta nach Campinas im Bundesstaat São Paulo ausgeliehen. Von Januar 2019 bis September 2019 wurde er an CR Vasco da Gama, einem der erfolgreichsten Fußballvereine aus der brasilianischen Metropole Rio de Janeiro, ausgeliehen. Mit Vasco da Gama belegte er den zweiten Platz der Staatsmeisterschaft von Rio de Janeiro. 2020 wechselte er auf Leihbasis nach Japan. Hier spielte er ab Anfang 2020 für den in der ersten Liga spielenden Cerezo Osaka in Osaka. Es folgte eine Leihe zum portugiesischen Erstligisten Gil Vicente FC, ehe er 2021 fest zum Ligakonkurrenten Sporting Braga wechselte.
Dort wurde er im September 2022 bis zum Ende der Saison 2022/23 zum belgischen Erstligisten KVC Westerlo verliehen. Mineiro bestritt nur 9 von 33 möglichen Ligaspielen und ein Pokalspiel für Westerlo. Ab Anfang Januar 2023 fiel er bis zum Saisonende im April 2023 wegen einer Meniskusverletzung aus.
Anfang Juli 2023 wurde er bis zum Ende des Jahres an den brasilianischen Verein Cuiabá EC ausgeliehen.

## Erfolge
Chapecoense
- Staatsmeisterschaft von Santa Catarina: 2016

Vasco da Gama
- Taça Guanabara: 2019

## Auszeichnungen
- Auswahlmannschaft Staatsmeisterschaft von Rio de Janeiro: 2019[3]